# Billy Zane

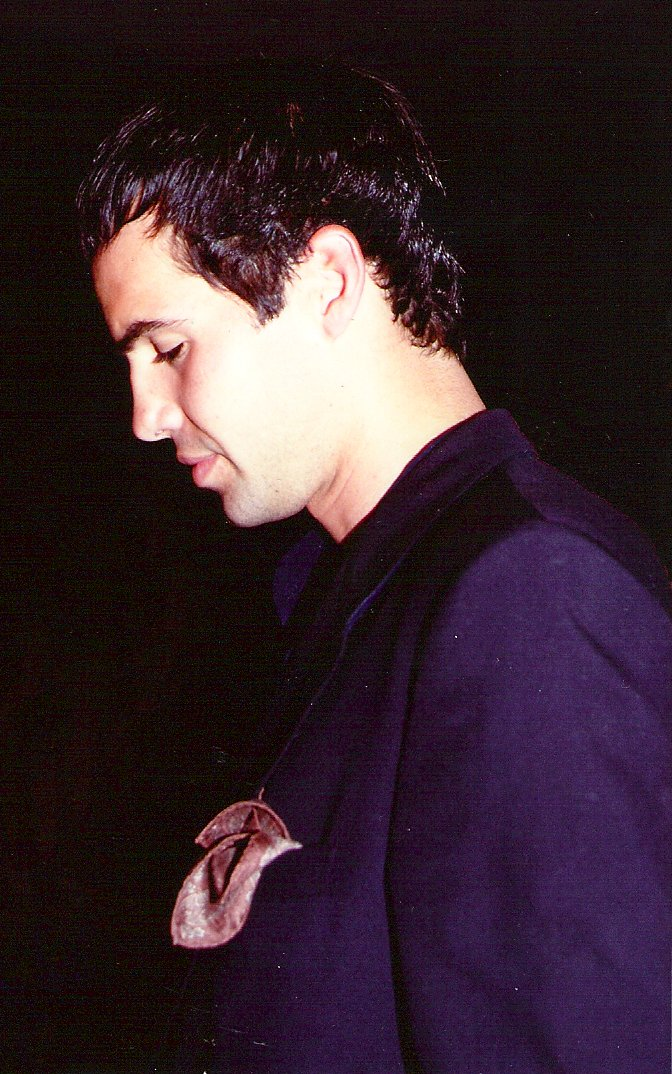
Billy Zane, lata 90.

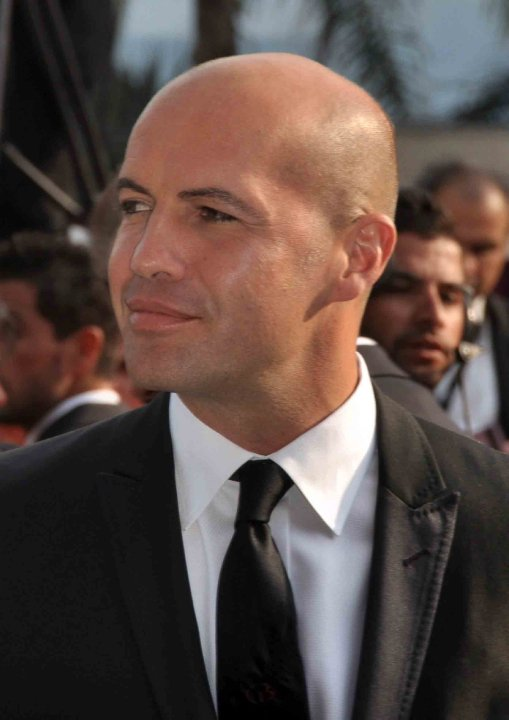
Billy Zane na 63. Międzynarodowym Festiwalu Filmowym w Cannes.

William George Zane Jr., znany bardziej jako Billy Zane (ur. 24 lutego 1966 w Chicago) – amerykański aktor, reżyser, producent filmowy i telewizyjny, model.
Jego przełomową rolą była postać obłąkanego psychopatycznego rozbitka Hughie Warrinera, szaleńca, który na równi ze strachem budzi współczucie i zrozumienie w australijskim dreszczowcu Martwa cisza (Dead Calm, 1989), za którą otrzymał nominację do nagrody Chicago Film Critics Association dla najbardziej obiecującego aktora. Od tego czasu pojawił się w wielu filmach i serialach telewizyjnych, zwłaszcza w roli głównego antagonisty Caledona Hockleya, brutalnego i egoistycznego narzeczonego w epickim romantycznym filmie katastroficznym Jamesa Camerona Titanic (1997), za który zdobył nagrodę Blackbuster Entertainment, a także był nominowany do MTV Movie Awards 1998 jako najlepszy czarny charakter i Nagrody Gildii Aktorów Ekranowych.

## Wczesne lata
Urodził się w Chicago w stanie Illinois jako drugie dziecko i jedyny syn Thalii Zane i Williama George’a Zane’a Sr., pary zawodowych aktorów i twórców szkoły dla techników medycznych. Jego rodzice byli pochodzenia greckiego (Chios – matka i Mani – ojciec); a oryginalne nazwisko jego rodziny, „Zanetakos”, zostało później zmienione przez jego rodziców na „Zane”. Jego starsza siostra Lisa Zane (ur. 5 kwietnia 1961), została również aktorką.
Dorastał jako wyznawca prawosławia, tradycji greckiej. W 1979 jako nastolatek nagrywał filmy amatorską kamerą na taśmie super 8 mm. W 1982 uczył się aktorstwa i pisania scenariuszy w The American School w Montagnoli w Szwajcarii. W 1984 ukończył Zane Francis W. Parker School w Chicago w Illinois. Naukę kontynuował w Harand Camp of Theater Arts w Kenosha w Wisconsin. Po przeprowadzce do Los Angeles pojawił się w lokalnych produkcjach teatralnych i przyłączył się do eksperymentalnej grupy teatralnej Tima Robbinsa The Actor’s Gang.

## Kariera
Ubiegał się o rolę Biffa w przygodowej komedii fantastycznonaukowej Roberta Zemeckisa Powrót do przyszłości (Back to the Future, 1985), ostatecznie angaż otrzymał Thomas F. Wilson, jednak Zane spodobał się reżyserowi na tyle, że otrzymał debiutancką rolę Matcha, kolegi i członek grupy Biffa, znęcającej się nad głównym bohaterem (Michael J. Fox) w Powrocie do przyszłości (1985) i sequelu Powrót do przyszłości II (Back to the Future Part II, 1989). Potem znalazł się na planie filmowym dramatu telewizyjnego ABC Bractwo sprawiedliwych (Brotherhood of Justice, 1986) u boku Keanu Reevesa, Kiefera Sutherlanda, Danny’ego Nucci i Lori Loughlin, komedii fantastycznonaukowej Stephena Hereka Critters (1986) i telewizyjnego filmu kryminalnego NBC Przypadek Hillside Stranglers (The Case of the Hillside Stranglers, 1989) jako pełzający seryjny zabójca z Dennisem Fariną.
Po tym, jak Val Kilmer odrzucił główną rolę Johnny’ego Castle w Dirty Dancing, zaproponowano jemu angaż. Kiedy producenci zorientowali się, że Zane nie potrafi tańczyć, podziękowali mu za współpracę i zastąpili go Patrickiem Swayze.
Zrobił wrażenie na telewidzach w roli chłodnego i enigmatycznego Johna Justice'a Wheelera w serialu ABC Miasteczko Twin Peaks (Twin Peaks, 1990–1991). W dreszczowcu fantastycznonaukowym Megaville (1990) zagrał gruntownego policjanta w totalitarnym rządzie Media Policji, który konfiskuje nielegalne programy telewizyjne. Znalazł się w obsadzie dramatu wojennego Ślicznotka z Memphis (Memphis Belle, 1990) w roli bombardiera porucznika Vala Kozlowskiego, Orlando (1992) jako długowłosy kochanek tytułowej bohaterki i Posse – Opowieść o Jesse Lee (Posse, 1993) w roli okrutnego pułkownika polującego na czarnych weteranów wojny amerykańsko-meksykańskiej. Uznanie zdobył w roli Richarda Millera, uczącego się zabijać ambitnego agenta National Security Agency w dramacie sensacyjnym Luisa Llosy Snajper (Sniper, 1993) u boku Toma Berengera.
Ma w swoim dorobku artystycznym kreacje czarnych charakterów, bohaterów romantycznych czy klasycznych herosów. W telewizyjnym melodramacie Showtime Jezioro konsekwencji (Lake Consequence, 1993) z Joan Severance zagrał postać tajemniczego ogrodnika. Wcielił się w rolę roli tytułowego komiksowego bohatera Kita Walkera w filmie przygodowym Fantom (The Phantom, 1996).
14 listopada 1996 występował na scenie Broadwayu w roli adwokata Billy’ego Flynna w musicalu Chicago.
W animowanym filmie familijnym Pocahontas 2: Podróż do Nowego Świata (1998) podstawił głos rolnika Johna Rolfe i zaśpiewał piosenkę „Wait 'Till He Sees You” w duecie z Jean Stapleton. Jego głos został użyty jako próbka podczas trasy koncertowej Marilyna Mansona – Mechanical Animals (1998) jako intro do piosenki „Rock is Dead” (1999). Można go usłyszeć na albumie Mansona The Last Tour on Earth (1999). Pojawił się w teledysku Mansona „The Dope Show” (1998) i wideoklipie Staind „Epiphany” (2001).
Przygotowując się do telewizyjnej roli Marka Antoniusza w dramacie telewizyjnym Hallmark/ABC Kleopatra (Cleopatra, 1999), powiększył swoją muskulaturę. W udanym połączeniu kina przygodowego z melodramatem Przeklęty diament (The Diamond of Jeru, 2001) zagrał rolę obcesowego zalotnego przewodnika po dżungli. Wystąpił gościnnie w serialu Czarodziejki (Charmed, 2005) jako liryczny i tkliwy były demon Drake.
Debiutował jako reżyser serialu Stop For a Minute (2001) i komedii Wielki pocałunek (Big Kiss, 2004).
W styczniu 2017 pojawił się w reklamie KFC w roli pułkownika Sandersa, promując kurczaka miodowo-musztardowego Georgia Gold Chicken Mustard BBQ.
W styczniu 2019 magazyn „The Hollywood Reporter” poinformował, że Zane w filmie Billa Fishmana Waltzing With Brando wcieli się w postać Marlona Brando.
W dramacie sensacyjnym Sky One Curfew (2019) u boku Seana Beana i Mirandy Richardson wystąpił jako Joker Jones.
Był na okładce „Detour” (lipiec / sierpień 1990), „Genre” (w czerwcu 1996), greckiego magazynu „Status” (we wrześniu 2009), „Fabric” (w październiku 2013), „TV & Satellite” (w lutym 2019), „Chap” (w marcu 2019) i „SLOAN!” (w maju 2019).

## Życie prywatne
2 kwietnia 1989 ożenił się z aktorką Lisą Collins, z którą grał w komedii Ahoj dziewczyny (Going Overboard, 1989), thrillerze Martwa cisza (Dead Calm, 1989), westernie Tombstone (1993) jako Louisa, żona Morgana Earpa (Bill Paxton), Ekspert (The Set-Up, 1995) i Niebezpieczna strefa (Danger Zone, 1996). Jednak 8 grudnia 1995 Collins i Zane rozwiedli się. W latach 1999–2001 związał się z chilijską aktorką Leonor Varelą, z którą zagrał w Kleopatrze (1999). Od 2004 był związany z brytyjską modelką Kelly Brook, z którą wystąpił w filmie W piekielnym słońcu (Survival Island/Three, 2005). Ich związek zakończył się w sierpniu 2008. W 2010 poznał chorwacką modelkę Jasminę Hdaghę, lecz rozstali się rok później. W 2011 przez znajomych poznał amerykańską modelkę Candice Neil, z którą ma dwie córki: Evę Katarinę (ur. 20 lutego 2011) i Gię (ur. 2014).
W 1999 Zane wziął udział w rajdzie samochodowym Gumball 3000, jadąc modelem Aston Martin DB5 z 1964.
W listopadzie 2010 otrzymał tytuł doktora honoris causa Lium University w Bellinzonie w Szwajcarii, za wkład w kinematografię. Przyjął funkcję prezesa firmy produkcyjnej Francesco Fucilla Film production company 21st Century Filmworks.

## Filmografia
Filmy
| Rok  | Tytuł                                                                         | Rola                                       | Reżyser                          |
| ---- | ----------------------------------------------------------------------------- | ------------------------------------------ | -------------------------------- |
| 1985 | Powrót do przyszłości (Back to the Future)                                    | „Match” O’Malley                           | Robert Zemeckis                  |
| 1986 | Bractwo sprawiedliwych (Brotherhood of Justice, TV)                           | Les                                        | Charles Braverman                |
| 1986 | Critters                                                                      | Stevie Elliot                              | Stephen Herek                    |
| 1987 | Conspiracy: The Trial of the Chicago 8 (TV)                                   | oficer policji                             | Jeremy Kagan                     |
| 1988 | Historia policyjna: Rezydencja potworów (Police Story: Monster Manor, TV)     | oficer Don Varney                          | Aaron Lipstadt                   |
| 1989 | Ahoj dziewczyny (Going Overboard)                                             | Król Neptun                                | Valerie Breiman                  |
| 1989 | Dusiciel z Hillside (The Case of the Hillside Strangler, TV)                  | Kenneth Bianchi                            | Steve Gethers                    |
| 1989 | Powrót do przyszłości II (Back to the Future Part II)                         | „Match”                                    | Robert Zemeckis                  |
| 1989 | Martwa cisza (Dead Calm)                                                      | Hughie Warriner                            | Phillip Noyce                    |
| 1990 | Megaville                                                                     | agent Raymond Palinov / Jensen             | Peter Lehner                     |
| 1990 | Ślicznotka z Memphis (Memphis Belle)                                          | porucznik Val Kozlowski, bombardier        | Michael Caton-Jones              |
| 1991 | Milionerzy (Miliardi)                                                         | Maurizio Ferretti                          | Carlo Vanzina                    |
| 1991 | Krew i beton: historia miłosna (Blood and Concrete)                           | Joey Turks                                 | Jeffrey Reiner                   |
| 1991 | Femme Fatale                                                                  | Elijah                                     | Andre R. Guttfreund              |
| 1992 | Orlando                                                                       | Shelmerdine                                | Sally Potter                     |
| 1993 | Jezioro konsekwencji (Lake Consequence, TV)                                   | Billy                                      | Rafael Eisenman                  |
| 1993 | Cel: Delilah (Running Delilah, TV)                                            | Paul                                       | Richard Franklin                 |
| 1993 | Posse – Opowieść o Jesse Lee (Posse)                                          | porucznik Graham                           | Mario Van Peebles                |
| 1993 | Poetic Justice – Film o miłości (Poetic Justice)                              | Brad                                       | John Singleton                   |
| 1993 | Snajper (Sniper)                                                              | Richard Miller                             | Luis Llosa                       |
| 1993 | Oblężenie Waco (Betrayal of the Dove)                                         | dr Jesse Peter                             | Strathford Hamilton              |
| 1993 | Tombstone                                                                     | Pan Fabian                                 | George Pan Cosmatos              |
| 1994 | Flashfire                                                                     | Jack Flinder                               | Elliot Silverstein               |
| 1994 | Cela śmierci (Reflections on a Crime)                                         | Colin                                      | Jon Purdy                        |
| 1994 | Tylko ty (Only You)                                                           | Harry, fałszywy Damon Bradley              | Norman Jewison                   |
| 1994 | Milczenie baranów (The Silence of the Hams)                                   | Joe Dee Foster                             | Ezio Greggio                     |
| 1995 | Władca demonów (Demon Knight)                                                 | Kolekcjoner                                | Ernest Dickerson                 |
| 1995 | Ekspert (The Set-Up)                                                          | Charles Thorpe                             | Strathford Hamilton              |
| 1996 | Fantom (The Phantom)                                                          | Fantom / Kit Walker                        | Simon Wincer                     |
| 1996 | Urwanie głowy (Head Above Water)                                              | Kent                                       | Jim Wilson                       |
| 1996 | Niebezpieczna strefa (Danger Zone)                                            | Rick Morgan                                | Allan Eastman                    |
| 1997 | Ten świat, te fajerwerki (This World, Then the Fireworks)                     | Marty Lakewood                             | Michael Oblowitz                 |
| 1997 | Titanic                                                                       | Caledon N. „Cal” Hockley                   | James Cameron                    |
| 1998 | Obudziłem się wcześnie tego dnia zmarłem (I Woke Up Early the Day I Died)     | złodziej (także producent)                 | Aris Iliopulos                   |
| 1998 | Plan Zuzanny (Susan’s Plan)                                                   | Sam Myers                                  | John Landis                      |
| 1998 | Pocahontas 2: Podróż do Nowego Świata (Pocahontas II: Journey to a New World) | John Rolfe (głos)                          | Tom Ellery, Bradley Raymond      |
| 1999 | Za wszelką cenę (Taxman)                                                      | George Putter                              | Alain Zaloum                     |
| 2000 | Ocalony (Sole Survivor, TV)                                                   | Joe Carpenter                              | Mikael Salomon                   |
| 2000 | Howard Hughes (Howard Hughes: His Women and His Movies, TV)                   | narrator (głos)                            | Christian Sebaldt                |
| 2000 | Hendrix (TV)                                                                  | Michael Jeffrey                            | Leon Ichaso                      |
| 2001 | Zoolander                                                                     | w roli samego siebie (cameo)               | Ben Stiller                      |
| 2001 | CQ                                                                            | Pan E                                      | Roman Coppola                    |
| 2001 | Fanatyk (The Believer)                                                        | Curtis Zampf                               | Henry Bean                       |
| 2001 | Prom Morgana (Morgan’s Ferry)                                                 | Sam                                        | Sam Pillsbury                    |
| 2001 | Przeklęty diament (The Diamond of Jeru, TV)                                   | Mike Kardec                                | Ian Barry, Dick Lowry            |
| 2001 | Niepokonany (Invincible, TV)                                                  | Os                                         | Jefery Levy                      |
| 2002 | Landspeed                                                                     | Michael Sanger                             | Christian McIntire               |
| 2002 | Roszczenie (Claim)                                                            | Roberto Bealing                            | Martin Lagestee                  |
| 2003 | Ostrzeżenia (Silent Warnings)                                                 | szeryf Bill Willingham                     | Christian McIntire               |
| 2003 | Vlad                                                                          | Nicolai                                    | Michael D. Sellers               |
| 2003 | Pocałunek (The Kiss)                                                          | Alan Roberts / młody Philip Naudet         | Gorman Bechard                   |
| 2003 | Starving Hysterical Naked                                                     | Jack                                       | Michael Bockman                  |
| 2003 | Imaginary Grace                                                               | Nero                                       | Egidio Coccimiglio               |
| 2004 | Wielki pocałunek (Big Kiss)                                                   | Billy                                      | Billy Zane                       |
| 2004 | Zakład o życie (Bet Your Life, TV)                                            | Joseph                                     | Louis Morneau                    |
| 2004 | Silver City                                                                   | Chandler Tyson                             | John Sayles                      |
| 2005 | BloodRayne                                                                    | Elrich                                     | Uwe Boll                         |
| 2005 | Dead Fish                                                                     | Virgil                                     | Charley Stadler                  |
| 2005 | W piekielnym słońcu (Three)                                                   | Jack                                       | Stewart Raffill                  |
| 2006 | Ostatni zrzut (The Last Drop)                                                 | poł. porucznik Robert Oates                | Colin Teague                     |
| 2006 | Dolina wilków: Irak (Kurtlar Vadisi: Irak)                                    | Sam William Marshall                       | Serdar Akar, Sadullah Sentürk    |
| 2006 | Pamięć (Memory)                                                               | Taylor Briggs                              | Bennett Davlin                   |
| 2006 | Czysta przyjemność (The Pleasure Drivers)                                     | Marvin                                     | Andrzej Sekuła                   |
| 2007 | Morska opowieść (Fishtales)                                                   | prof. Thomas Bradley                       | Alki David                       |
| 2007 | Obcy agent (Alien Agent)                                                      | Tom / Saylon                               | Jesse V. Johnson                 |
| 2007 | The Mad                                                                       | Jason Hunt                                 | John Kalangis                    |
| 2008 | Perfect Hideout                                                               | Victor                                     | Stephen Manuel                   |
| 2008 | The Man Who Came Back                                                         | Ezra                                       | Glen Pitre                       |
| 2008 | Finnegan (TV)                                                                 | zastępca prokuratora Brian Clark           | Gary Fleder                      |
| 2009 | Miłość i taniec (Love N’ Dancing)                                             | Kent Krandel                               | Robert Iscove                    |
| 2009 | Zło – W czasach bohaterów (Evil – In the Time of Heroes)                      | posłaniec profitisu                        | Yorgos Noussias                  |
| 2009 | Blue Seduction (TV)                                                           | Mikey Taylor                               | Timothy Bond                     |
| 2009 | Zła wyspa (Surviving Evil)                                                    | Sebastian „Seb” Beazley                    | Terence Daw                      |
| 2009 | Darfur                                                                        | Bob Jones                                  | Uwe Boll                         |
| 2009 | The Hessen Affair                                                             | Jack Durant                                | Paul Breuls                      |
| 2010 | Magic Man                                                                     | Darius                                     | Stuart Cooper                    |
| 2010 | Powiernik (The Confidant)                                                     | Monty                                      | Alton Glass                      |
| 2010 | Podróż do Prometei (Journey to Promethea, TV)                                 | Król Laypach                               | Dan Garcia                       |
| 2010 | Wrogowie są wśród nas (Enemies Among Us)                                      | Graham                                     | Dan Garcia                       |
| 2011 | Współlokatorka (The Roommate)                                                 | prof. Roberts                              | Christian E. Christiansen        |
| 2011 | Boop (film krótkometrażowy)                                                   | Max Fleischer                              | Ryan Perez                       |
| 2011 | Mama, I Want to Sing!                                                         | menadżer Amary                             | Charles Randolph-Wright          |
| 2011 | Snajper: Kolejne starcie (Sniper: Reloaded)                                   | Richard Miller                             | Claudio Fäh                      |
| 2011 | Mercenaries                                                                   | pułkownik Torida                           | Paris Leonti                     |
| 2011 | Flutter                                                                       | Edwin „Dentysta”                           | Giles Borg                       |
| 2011 | Mysteria                                                                      | producent                                  | Lucius C. Kuert                  |
| 2011 | Lovemakers                                                                    | agent Jake’a Griffina                      | Tamás Sas                        |
| 2011 | Guido                                                                         | Sid Shine                                  | Colin Campbell                   |
| 2012 | Koniczyna czerwona (Red Clover)                                               | szeryf Conor O’Hara                        | Anthony C. Ferrante              |
| 2012 | Barabasz (Barabbas, TV)                                                       | Barabasz                                   | Roger Young                      |
| 2012 | Granica (Border Run, również The Mule)                                        | Aaron Talbert                              | Gabriela Tagliavini              |
| 2012 | Zabij Hole (The Kill Hole)                                                    | Marshall                                   | Mischa S. Webley                 |
| 2012 | Dwóch Jacków (Two Jacks)                                                      | Max Faraday                                | Bernard Rose                     |
| 2012 | Prawo Hannah (Hannah’s Law, TV)                                               | Lockwood                                   | John Fasano                      |
| 2012 | A Green Story                                                                 | Greg Hutchins                              | Nika Agiashvili                  |
| 2012 | Elektryczne dzieci (Electrick Children)                                       | Paul                                       | Rebecca Thomas                   |
| 2012 | Król Skorpion 3: Odkupienie (The Scorpion King 3: Battle for Redemption)      | Król Talus                                 | Roel Reiné                       |
| 2013 | Wzgardzona (Scorned)                                                          | Kevin                                      | Mark Jones                       |
| 2013 | Krew odkupienia (Blood of Redemption)                                         | Quinn Forte                                | Giorgio Serafini, Shawn Sourgose |
| 2013 | Pracodawca (The Employer)                                                     | Alan                                       | Frank Merle                      |
| 2013 | Come Find Me (film krótkometrażowy)                                           | wujek                                      | Carolyn Miller                   |
| 2014 | Checked Out (TV)                                                              | wujek Dennis                               | Matt Villines                    |
| 2014 | Finding Harmony                                                               | Casey Colter                               | Dagen Merrill                    |
| 2014 | Ghost of Goodnight Lane                                                       | Alan                                       | Alin Bijan                       |
| 2014 | A Winter Rose                                                                 | Preston Holdsworth                         | Riz Story                        |
| 2014 | The Ganzfeld Haunting                                                         | ojciec                                     | Michael Oblowitz                 |
| 2015 | Winter Dragon (TV)                                                            | Ishamael                                   | James Seda                       |
| 2015 | Billy Zane Thinks Zayn Tweets Are About Him (film krótkometrażowy)            | w roli samego siebie                       | Alex Richanbach                  |
| 2016 | Zmartwychwstanie: Etap końcowy (Dead Rising: Endgame)                         | Rand                                       | Pat Williams                     |
| 2016 | Zoolander 2                                                                   | w roli samego siebie                       | Ben Stiller                      |
| 2016 | Snajper: Niewidzialny zabójca (Sniper: Ghost Shooter)                         | major Richard Miller                       | Don Michael Paul                 |
| 2017 | Klucz do przygody (The Adventure Club)                                        | Langley                                    | Geoff Anderson                   |
| 2017 | Snajper: Ostatni strzał (Sniper: Ultimate Kill)                               | major Richard Miller                       | Claudio Fäh                      |
| 2018 | Holmes i Watson (Holmes & Watson)                                             | w roli samego siebie                       | Etan Cohen                       |
| 2018 | Samson                                                                        | król Balek, król Filistynów i ojciec Ralla | Bruce Macdonald                  |
| 2020 | Upiory wojny (Ghosts of War)                                                  | dr Engel                                   | Eric Bress                       |
| 2020 | Ostatnie starcie (Final Kill)                                                 | Carl Riser                                 | Justin Lee                       |
| 2023 | Tapawingo                                                                     | Stoney Tarwater                            | Dylan K. Narang                  |
| 2023 | Stai Sereno (Stay Calm)                                                       | Giorgio Martini, minister kultury          | Davide Dapporto                  |
| 2023 | Centurion XII                                                                 | Jeffrey Hall                               | Dana Gonzales                    |
| 2023 | The Oath                                                                      | Król Aaron                                 | Darin Scott                      |

Seriale
| Rok        | Tytuł                                             | Rola                                     | Uwagi                                        |
| ---------- | ------------------------------------------------- | ---------------------------------------- | -------------------------------------------- |
| 1986       | Serce miasta (Heart of the City)                  | Tobin                                    | odc.: „Don’t Sell Yourself to the Cannibals” |
| 1987       | Matlock                                           | Eric Dawson                              | odc.: „The Nurse”                            |
| 1988       | Crime Story                                       | Frankie „The Duke” Farantino             | odc.: „Protected Witness”                    |
| 1988       | Napisała: Morderstwo (Murder, She Wrote)          | Tony Gambini                             | odc.: „A Very Good Year for Murder”          |
| 1991       | Miasteczko Twin Peaks (Twin Peaks)                | John Justice Wheeler                     | 5 odcinków                                   |
| 1993       | Opowieści z krypty (Tales From the Crypt:)        | Miles Federma                            | odc.: „Well-Cooked Ham”                      |
| 1997–1999  | The New Batman Adventures (Nowe przygody Batmana) | Demon Etrigan/Jason Blood (głos)         |                                              |
| 1999       | Kleopatra (Cleopatra)                             | Marek Antoniusz                          | miniserial TV                                |
| 2001       | Boston Public                                     | Matthew Baskin                           | 4 odcinki                                    |
| 2005       | Czarodziejki (Charmed)                            | Drake                                    | 3 odcinki                                    |
| 2009       | Kim jest Samantha? (Samantha Who?)                | Winston Funk                             | 5 odcinków                                   |
| 2010       | The Deep End                                      | Cliff Huddle                             | 6 odcinków                                   |
| 2012       | Robot Chicken                                     | komandor Edwards / Król Ding Dong (głos) | odc.: „Poisoned by Relatives”                |
| 2014       | Świry (Psych)                                     | Ian Collins                              | odc.: „The Break-Up”                         |
| 2015       | Community                                         | Honda Boss                               | odc.: „Advanced Safety Features”             |
| 2015–2016  | Wściekłe psy (Mad Dogs)                           | Milo                                     | 2 odcinki                                    |
| 2016       | Guilt                                             | Stan Guthrie                             | 10 odcinków                                  |
| 2017       | DC’s Legends of Tomorrow                          | P.T. Barnum                              | odc.: „Freakshow”                            |
| 2018       | Iluzja (Deception)                                | „Switch”                                 | 2 odcinki                                    |
| 2019       | Godzina policyjna (Curfew)                        | „Joker” Jones                            | 8 odcinków                                   |
| 2019, 2022 | The Boys                                          | w roli samego siebie                     | 3 odcinki                                    |
| 2021       | Szczera prawda (True Story)                       | Ari                                      | 2 odcinki                                    |
| 2021       | MacGruber                                         | dowódca brygady Enos Queeth              | 5 odcinków                                   |

## Nagrody
| Rok  | Nagroda                         | Kategoria                            | Film                                              |
| ---- | ------------------------------- | ------------------------------------ | ------------------------------------------------- |
| 1998 | Blockbuster Entertainment Award | Ulubiony aktor drugoplanowy – dramat | Titanic (1997)                                    |
| 2000 | Festiwal Filmów klasy B         | Najlepszy aktor                      | W dniu mojej śmierci ocknąłem się wcześnie (1998) |